# هایرار
هایرار (ارمنی: Հարար؛ ترکی آذربایجانی: Aşağı Fərəcan) یک منطقهٔ مسکونی در جمهوری آرتساخ است که در استان کاشاتاق واقع شده‌است. هایرار ۸۰ نفر جمعیت دارد.